# LV Водолея
LV Водолея (лат. LV Aquarii), HD 223783 — одиночная переменная звезда в созвездии Водолея на расстоянии приблизительно 1640 световых лет (около 503 парсеков) от Солнца. Видимая звёздная величина звезды — от +7,75m до +7,53m.

## Характеристики
LV Водолея — красный гигант, пульсирующая полуправильная переменная звезда (SR) спектрального класса M2III. Эффективная температура — около 3844 К.